# Woolston
Woolston is een civil parish in het bestuurlijke gebied Warrington, in het Engelse graafschap Cheshire met 7156 inwoners.